# Goździeniec przydymiony

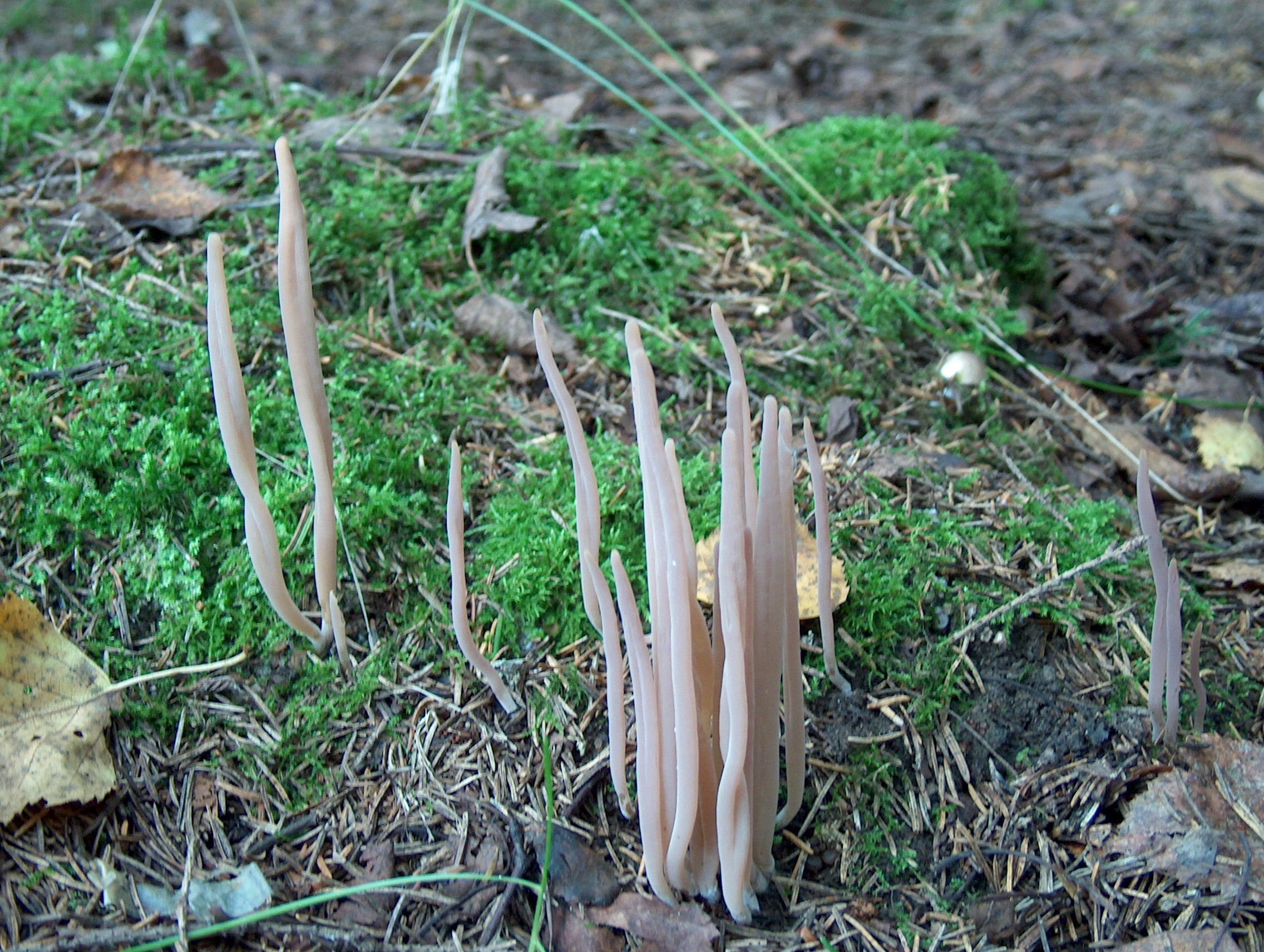

Goździeniec przydymiony (Clavaria fumosa Pers.) – gatunek grzybów należący do rodziny goździeńcowatych (Clavariaceae).

## Systematyka i nazewnictwo
Pozycja w klasyfikacji według Index Fungorum: Clavaria, Clavariaceae, Agaricales, Agaricomycetidae, Agaricomycetes, Agaricomycotina, Basidiomycota, Fungi.
Synonimy:
- Clavaria fumosa Pers. 1796 var. fumosa
- Clavaria fumosa var. pallida Beeli 1923
- Clavaria fumosa var. striata (Pers.) Pers. 1822
- Clavaria striata Pers. 1797

Polską nazwę nadali Barbara Gumińska i Władysław Wojewoda w 1985 r.

## Morfologia
Owocnik
Pojedynczy ma postać cylindrycznej pałeczki rozszerzającej się ku wierzchołkowi, o wysokości do 2–14 cm i grubości 2–5 mm. Zazwyczaj jest pojedynczy, rzadko rozgałęziający się, prosty, czasami robakowato wygięty, czasami spłaszczony. Powierzchnia gładka, matowa, nieprzezroczysta, biaława, brudnożółtawa lub brudnoróżowawa, przy podstawie jaśniejsza. Szczyt pałeczki jest ciemno czerwonobrązowy i z wiekiem ciemniejący do czarnego. Miąższ miękki i kruchy, bez wyraźnego zapachu i smaku.
Cechy mikroskopowe
Zarodniki o rozmiarach 5-8 × 3–4 μm, elipsoidalne, gładkie, z małym dzióbkiem na szczycie. Podstawki prawie maczugowate, o rozmiarach 30-50 × 6–8 μm, 4-sterygmowe, zazwyczaj bez sprzążki bazalnej. Strzępki bez sprzążek, zwężone przy przegrodach.

## Występowanie i siedlisko
W Europie i Ameryce Północnej jest szeroko rozprzestrzeniony. W Europie występuje od Hiszpanii przez Islandię po północne rejony Półwyspu Skandynawskiego (około 63° szerokości geograficznej). Ponadto odnotowano jego występowanie w Japonii, Panamie i Kostaryce. W Polsce gatunek rzadki. W piśmiennictwie naukowym na terenie Polski do 2003 r. podano 6 stanowisk tego gatunku. Aktualne stanowiska podaje internetowy atlas grzybów.
Znajduje się na Czerwonej liście roślin i grzybów Polski. Ma status R – gatunek potencjalnie zagrożony z powodu ograniczonego zasięgu geograficznego i małych obszarów siedliskowych. Znajduje się na listach gatunków zagrożonych także w Niemczech, Danii, Norwegii, Szwecji.
Naziemny grzyb saprotroficzny. Występuje w lasach i zaroślach, wśród traw i mchów, czasami na spaleniskach, od lipca do października. Zazwyczaj rosną kępkami.